# تیبور پال
تیبور پال (مجاری: Pál Tibor؛ زادهٔ ۱۵ سپتامبر ۱۹۳۵) بازیکن فوتبال اهل مجارستان است.
وی همچنین در تیم ملی فوتبال مجارستان بازی کرده‌است.